# Nesodillo arcangelii
Nesodillo arcangelii är en kräftdjursart som beskrevs av Karl Wilhelm Verhoeff1928. Nesodillo arcangelii ingår i släktet Nesodillo och familjen Armadillidae. Inga underarter finns listade i Catalogue of Life.